# L'esquella de la torratxa
|  | Aquest article tracta sobre l'obra teatral. Si cerqueu el setmanari satíric, vegeu «L'Esquella de la Torratxa». |

L'esquella de la torratxa és una obra en dos actes de Frederic Soler i Hubert, paròdia de l'obra La campana de la Almudaina, que va ser estrenada el 25 de febrer de 1864 al Teatre Odeon, de Barcelona, per la societat particular Melpómene.
Es representà diverses vegades, sempre amb èxit, i en diferents teatres, des del moment de la seva estrena.
L'obra, que havia estat musicada per Joan Sariols, havia estat presentada com a sarsuela. Després que al mes de maig de 1864 el Diario de Barcelona anunciés la publicació de les obres de «Serafí Pitarra», esmentant per primer cop aquest pseudònim, i s'hi referís com a «gatades», aquesta obra serà presentada com a tal.
L'esquella de la torratxa és una de les primeres sarsueles en català, després de Setze jutges –amb lletra de Manuel Angelon– i L'Aplec del Remei –amb lletra i música d'Anselm Clavé–, totes dues estrenades el 1858 al Gran Teatre del Liceu.
Va ser la primera obra que Soler estrenava en un teatre públic a Barcelona i va esdevenir el seu primer gran èxit. L'obra és una paròdia d'un drama històric –La campana de la Almudaina (1859), de Joan Palou i Coll– i fa burla d'un alcalde i cacic de poble. Des del punt de vista literari, L'esquella de la torratxa és una paròdia. La trama se situa entorn de les eleccions en una petita vila, mostra tots els interessos que es mouen al voltant d'aquesta situació i constitueix una denúncia de les actituds dels personatges que hi intervenen.
L'èxit rotund va fer que la Llibreria espanyola d'Innocenci López i Bernagossi l'edités juntament amb una sèrie de sis obres de Soler amb el títol de Singlots poètics. El mateix editor va aprofitar el nom de l'obra per editar la revista satírica del mateix nom, com a successora de La Campana de Gràcia.